# 世界中の微笑み集めてもかなわない
「世界中の微笑み集めてもかなわない」（せかいじゅうのほほえみあつめてもかなわない）は、Melodyの4枚目のシングル。1995年4月21日にポニーキャニオンより発売された。

## 解説
- ライオン「Ban 16」CMソング。（CMは瀬戸朝香が出演）
- 「アイドルオンステージ」3月期「今月の歌」。約一ヶ月、同曲で連続出演した。
- Aメロは望月のソロパートから始まり、田中の高音パートと若杉の低音パートが徐々に重なり、三声のハーモニーが完成するコーラスに仕上がっている。
- カップリング「シルバーリングに口づけを」はテレビ北海道「月刊TV POWER GANG」エンディング曲。

## 収録曲
1. 世界中の微笑み集めてもかなわない
  - 作詞: 天野滋、作曲: 日置達、編曲: 鈴木雅也
2. シルバーリングに口づけを
  - 作詞: 黒部真弓、作曲: 清岡千穂、編曲: 鈴木雅也
3. 世界中の微笑み集めてもかなわない（オリジナルカラオケ）

## 参加ミュージシャン
- HISASHI - E.Guitars
- 鈴木雅也 - Ohter Instruments
- 平賀和人 - Chorus Arrangement
- 田中有紀美・望月まゆ・若杉南 - Chorus Performed

## 収録アルバム
1. 世界中の微笑み集めてもかなわない
  - Love Bomb! - シングルversion
  - LOVE THANKS! - シングルversion、ライヴversion
  - fine〜フィーネ〜 - 舛井功 Remix version
  - Melody BEST - シングルversion
2. シルバーリングに口づけを
  - fine〜フィーネ〜 - MAYU Glamorous version
  - Melody BEST - シングルversion